# Actio (diritto)
Il termine actio copre un'area semantica estremamente ampia.
Il sostantivo (di genere femminile) deriva dal verbo ago, -is, egi, actum, agere, e ha significato generico di "azione, atto".
Nel linguaggio tecnico del diritto romano indica, in modo generico, l'azione giudiziaria (actio judiciaria) di chi vuol far valere un proprio diritto che lo ritiene negato, ma il suo significato si è evoluto nel corso del tempo.
Quando si parla di legis actiones, infatti, l'actio rappresenta la dichiarazione dei propri diritti fatta da una delle parti coinvolte. In seguito, il termine actio passa a indicare le formule fisse utilizzate dal pretore.